# 費爾法克斯 (維吉尼亞州)
費爾法克斯（英語：Fairfax，/ˈfɛr.fæks/ FERR-faks）；官方稱呼為費爾法克斯市（City of Fairfax），是美国弗吉尼亚州北部的一個獨立城市。費爾法克斯市原为由原先费尔法克斯县所辖的镇，1961年6月30日升级为独立市。尽管费尔法克斯市和费尔法克斯县为平级行政区且互不隶属，但費爾法克斯縣的部分政府机关位于市境。喬治梅森大學位於此地。
費爾法克斯是華盛頓都會區和北維吉尼亞地區的一部分，位於華盛頓特區西偏約 14 英里（23 公里）。華盛頓地鐵橙線透過維也納車站（Vienna Station）提供服務，而該車站距離費爾法克斯東北約一英里。